# Benjamin Retzius
Benjamin Retzius, född 17 januari 1637 i Tryserums socken, död 6 oktober 1712 i Klockrike socken, var en svensk präst.

## Biografi
Benjamin Retzius föddes 1637 i Tryserums socken. Han var son till kyrkoherden Nicolaus Benedicti Retzius och Kjerstin Svensdotter. Retzius studerade i Västervik, Söderköping och Linköping. Han blev i oktober 1659 student vid Uppsala universitet och inskrevs vid Östgöta nation 1660. Retzius prästvigdes 10 april 166 till komminister i Tryserums församling. Han blev 8 mars 1670 komminister i Brunneby församling och 1673 kyrkoherde i Klockrike församling. Han avled 1712 i Klockrike socken.

### Familj
Retzius gifte sig första gången 15 juni 1667 med Anna Utterberg (1649–1696), som var dotter till inspektoren Eskil Persson och Margareta Loftander på Odensviholm. De fick tillsammans barnen Margareta (född 1668), Nils Retzius (1670–1752), Maria (död 1740), Christina och Johan Retz (1690–1739).
Retzius gifte sig andra gången 1697 med Brita Olin, som var dotter till kyrkoherden Johannes Stenonis Olinus och Anna Hansdotter i Veta socken samt tidigare gift med kyrkoherden Nicolaus Collinus i Rogslösa socken och kyrkoherden Petrus Haqvini Kylander i Västra Hargs socken. Olin och Retzius fick tillsammans dottern Anna.